# Metilfosfonito de dietilo
Metilfosfonito de dietilo (DEMP), ou comumente TR, é um organofosfito formulado em {\displaystyle {\ce {(CH3CH2O)2PCH3}}}. Estruturalmente instável, DEMP é um liquido incolor volátil. É um fosfito relacionado com intermediário QL. É basicamente usado como produto para a preparação de agentes V-série, ao qual apresenta relativa importância.